# Carlos Álvarez-Nóvoa
Carlos Álvarez-Nóvoa Sánchez (La Felguera, Asturias, 1940 -  Sevilla, 23 de septiembre de 2015) fue un autor, escritor, profesor, director teatral y actor español.

## Biografía

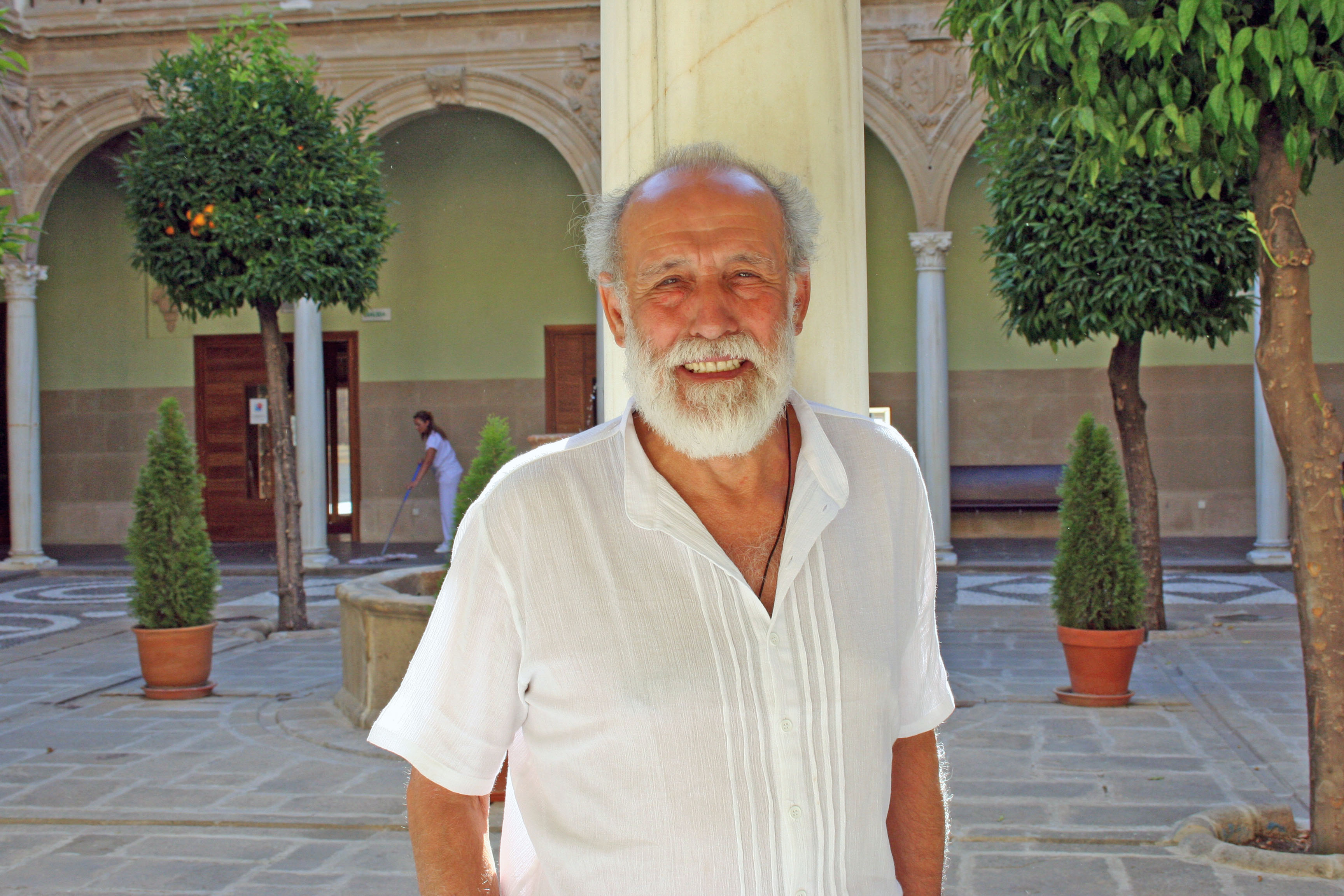
Carlos Álvarez-Nóvoa en el Palacio de Jabalquinto, en la Escuela de Teatro de la sede Antonio Machado (Baeza) de los Cursos de Verano de la Universidad de Andalucía (2007).

Nació en La Felguera, Asturias, junto al parque Dolores Duro, en 1940. Era licenciado en Derecho, Filología Románica, Ciencias del Espectáculo y doctor en Filología Hispánica.
Comenzó su trayectoria como actor en 1957 en el Teatro Español Universitario (T.E.U.) y más tarde en Los Goliardos y otros grupos teatrales de Sevilla, Madrid y Barcelona. Además de interpretar a los clásicos y a los autores contemporáneos, fue autor de obras como Cigarras y hormigas, La Merecedora, Pajaritos 27, Enamoradas de Bécquer.
En 1991 realizó su primera incursión en el cine con Llanto por Granada (Vicente Escrivá), al que siguieron varias películas conocidas como Al Andalus (1992, Agustí Villaronga) o Los años bárbaros (1997, Fernando Colomo). En 1999 obtuvo por su papel en la película Solas, de Benito Zambrano, el Goya al mejor actor revelación y el Premio del Festival Internacional de Tokio. Con Las olas, de Alberto Morais, obtuvo el premio al mejor actor en el Festival de Cine de Moscú.
Paralelamente a su carrera cinematográfica trabajó como profesor de literatura en varios institutos de bachillerato. El último fue el I.B. Rodrigo Caro de Coria del Río (Sevilla). Fue profesor de Historia del Teatro en la Escuela de Dirección Escénica y Dramaturgia del Instituto del Teatro de Sevilla.
Antes de fallecer residía en Palomares del Río (Sevilla). Un teatro lleva su nombre en la localidad sevillana de Camas al igual que un centro de arte escénico en La Felguera. También se le recuerda con una placa en la fachada de su casa natal desde 2019.

## Filmografía

### Largometrajes
| Año  | Título                          | Personaje            | Dirección                   |
| ---- | ------------------------------- | -------------------- | --------------------------- |
| 1997 | Los años bárbaros               | Arquitecto           | Fernando Colomo             |
| 1999 | Solas                           | Vecino               | Benito Zambrano             |
| 2000 | Carmelo y yo                    | Padre                | Richard Jordan              |
| 2001 | La vida es sueño                | Basilio              | Roger Justafré              |
| 2001 | La biblia negra                 | Padre Genaro         | David Pujol                 |
| 2001 | El hijo de la novia             | Paciente             | Juan José Campanella        |
| 2002 | Una pasión singular             | Abuelo Ignacio       | Antonio Gonzalo             |
| 2002 | Bahía mágica                    | Bartolo              | Marina Valentini            |
| 2003 | Nudos                           | Pep Grau             | Lluís María Güell           |
| 2003 | La hija del caníbal             | Félix                | Antonio Serrano             |
| 2004 | Recambios                       | Caballero            | Manu Fernández              |
| 2005 | Elsa y Fred                     | Juan                 | Marcos Carnevale            |
| 2006 | ¿Por qué se frotan las patitas? | Miguel               | Álvaro Begines              |
| 2007 | El vuelo del guirre             | Benigno              | Santiago Ríos, Teodoro Ríos |
| 2008 | Road Spain                      | Anciano en carretera | Jordi Vidal                 |
| 2008 | Detrás del sol: más cielo       | Don Amilcar          | Gastón Gularte              |
| 2011 | Un tango con Norma              | Alejandro            | Lucía Tello Díaz            |
| 2011 | De tu ventana a la mía          | Tío Fernando         | Paula Ortiz                 |
| 2011 | Las olas                        | Miguel               | Alberto Morais              |
| 2011 | Los muertos no se tocan, nene   | Don Mariano          | José Luis García Sánchez    |
| 2011 | Ángel Llorca: El último ensayo  | Ángel Llorca         | Víctor M. Guerra            |
| 2011 | Sin cobertura                   |                      | Manu Fernández              |
| 2012 | La mémoire dans la chair        | Paco                 | Dominique Maillet           |
| 2012 | 12+1: Una comedia metafísica    | El Bautista          | Chiqui Carabante            |
| 2013 | El amor no es lo que era        | Albert               | Gabriel Ochoa               |
| 2014 | El mal del arriero              | Felipe               | José Camello Manzano        |
| 2015 | La luz con el tiempo dentro     | Juan Ramón Jiménez   | Antonio Gonzalo             |
| 2015 | Asesinos inocentes              | Padre de Garralda    | Gonzalo Bendala             |
| 2015 | La novia                        | Padre                | Paula Ortiz                 |
| 2015 | El violín de piedra             | Ángel                | Emilio Ruiz Barrachina      |

### Cortometrajes
| Año  | Título                                                        | Personaje            | Dirección                              |
| ---- | ------------------------------------------------------------- | -------------------- | -------------------------------------- |
| 1989 | Trébol de cuatro hojas                                        | Pasajero de tren     | Diego Serrano                          |
| 1995 | Siempre que pasa lo mismo... ocurre algo parecido             |                      | Javier Gil del Álamo                   |
| 2001 | Trofeo                                                        | Anciano              | Emilio José Álvarez                    |
| 2001 | Recuerdos y olvidos                                           | Mariñas              | Ezequiel Filgueiras                    |
| 2003 | Médula                                                        | Anciano en Hospital  | Juan Carlos Fernández García           |
| 2003 | El rostro de Ido                                              | Señor en el desierto | Paula Ortiz                            |
| 2003 | El húmedo aroma de la tierra                                  | Anciano              | Manuel J. Rodríguez                    |
| 2004 | El farol                                                      | Hombre               | Antonio Vicente Chinchilla             |
| 2005 | A falta de pan                                                | Afilador             | Martín Rosete                          |
| 2005 | Datos                                                         |                      | Juan Ruiz                              |
| 2005 | Corrientes circulares                                         | Pablo                | Mikel Alvariño                         |
| 2005 | Fotos de familia                                              | Fotógrafo            | Paula Ortiz                            |
| 2008 | 33                                                            | Don Cristóbal        | Alejandro López Riesgo, Matías Nicieza |
| 2009 | Socarrat                                                      | Abuelo               | David Moreno                           |
| 2009 | La última voluntad de Don Gervasio o Los títeres de la muerte | Don Gervasio         | Sonia Madrid                           |
| 2009 | Viejos perdedores                                             | Manuel Quintana      | Rubén Ordieres                         |
| 2009 | El sabio mudo                                                 | Jacinto              | José Camello Manzano                   |
| 2009 | Atados                                                        | Marido               | Paco Almazo                            |
| 2010 | 70m2                                                          | Julio                | Miguel A. Carmona                      |
| 2010 | Sangre                                                        | Abuelo               | Ramón Lluís Bande                      |
| 2010 | Diez años y un día                                            | Juez                 | Goyo Fernández                         |
| 2011 | Amarillo limón                                                | Anciano              | Felipe Garrido Archanco                |
| 2011 | In memoriam                                                   | Historiador          | Carmen Bellas                          |
| 2012 | Zombi                                                         | Abuelo               | David Moreno                           |
| 2013 | Al otro lado                                                  | Gustavo              | Alicia Albares                         |
| 2013 | 42 latidos                                                    | Sr. Cobalto          | Joaquín Villalonga                     |
| 2014 | El Experimento                                                | Juan                 | Silvia G. Argente, Maja Djokic         |
| 2014 | Genti di muerti                                               | Abuelo               | Rubén Barbosa                          |
| 2014 | Dios va a votar                                               | Anciano              | Carlos Val                             |
| 2014 | Soledad                                                       | Anciano              | Fran Moreno                            |
| 2015 | Domingo, el amanecedor                                        | Domingo              | Juanma Romero Gárriz                   |
| 2015 | El nudista                                                    | Raúl                 | Alejandro P. Waudby                    |
| 2015 | Donde caen las hojas                                          | Carlos               | Alicia Albares                         |
| 2015 | Papá                                                          | Papá                 | Manu León                              |
| 2015 | La noche de todos los santos                                  | Abuelo falangista    | Gustavo Vallecas                       |

Videoclips
| Año  | Título           | Personaje   | Intérprete          |
| ---- | ---------------- | ----------- | ------------------- |
| 2012 | Debajo del limón | Señor mayor | Pachi García “Alis” |
| 2012 | Podría           | Señor mayor | José A. Delgado     |

### Series de Televisión
| Año       | Título                             | Personaje                    | Canal     |
| --------- | ---------------------------------- | ---------------------------- | --------- |
| 1991      | Réquiem por Granada                | Sultán ciego                 | TVE1      |
| 1997      | Andalucía, un siglo de fascinación | Diplomático                  | CanalSur  |
| 2002      | Padre coraje                       | Narrador                     | Antena 3  |
| 2004      | Cuéntame cómo pasó                 | Samuel                       | TVE1      |
| 2006      | Vientos de agua                    |                              | Telecinco |
| 2010      | Gran Reserva                       | Jesús Reverte                | TVE1      |
| 2011      | Maras                              |                              | Antena 3  |
| 2011-2012 | Las crónicas de Maia               | Carlos de Castro (Vagabundo) | Antena 3  |
| 2012      | Imperium                           | Tiberio                      | Antena 3  |
| 2012      | La que se avecina                  | Alfonso Valbuena             | Telecinco |
| 2013      | Gran Reserva: El origen            | Ricardo Reverte              | Antena 3  |
| 2014      | El Príncipe                        | Matías                       | Telecinco |
| 2014      | Con el culo al aire                | Víctor                       | Antena 3  |
| 2014      | El chiringuito de Pepe             | Antón Leal "El abuelo"       | Telecinco |
| 2015      | El ministerio del tiempo           | Manuel López Castillejo      | TVE1      |
| 2015      | Carlos, rey emperador              | Leonardo da Vinci            | TVE1      |

## Teatro
- 1957 - Medeas
- 1958 - La gata sobre el tejado
- 1959 - El águila de dos cabezas
- 1959 - El día siguiente
- 1960 - Esquina peligrosa
- 1960 - El zoo de cristal
- 1960 - Escuadra hacia la muerte
- 1961 - Un sabor a miel
- 1961 - Los inocentes de la Moncloa
- 1964 - El soplón
- 1964 - La ira de Philippe Hotz
- 1965 - Muertos sin sepultura
- 1972 - Muertos sin sepultura
- 1980 - El dragón
- 1981 - Luces de bohemia
- 1983 - Luces de bohemia
- 1989-1990 - El hombre que murió en la guerra
- 1990 - Príncipe Azul
- 1991 - Doña Rosita la soltera
- 1992 - El gran mercado del mundo
- 1992 - La Petenera
- 1993 - El reloj
- 1993 - El veneno del teatro
- 1994 - El lindo Don Diego
- 1995-1996 - Don Juan, Carnaval de amor y muerte
- 1998-1999 - Doña Rosita la soltera
- 1999 - El misterio de Velázquez
- 1999 - La llanura
- 2000-2001 - La vida es sueño
- 2002 - Edipo XXI
- 2003-2004 - Historia de una escalera
- 2005 - Solas
- 2007 - Soldados de Salamina
- 2009 - Bodas de sangre
- 2011 - La noche de Max Estrella
- 2012 - Electra
- 2013 - Ricardo III
- 2015 - Bangkok

### Piezas teatrales compuestas por Nóvoa
- Enamoradas de Bécquer. Juego romántico en ocho escenas, 1985, estrenada en 1986. Finalista del V Premio de Teatro «Hermanos Machado»

## Premios
| Año  | Premio                                                              | Categoría                                              | Trabajo                                                | Resultado |
| ---- | ------------------------------------------------------------------- | ------------------------------------------------------ | ------------------------------------------------------ | --------- |
| 1999 | Premios Anuales de la Academia "Goya"                               | Mejor actor revelación                                 | Solas                                                  | Ganador   |
| 1999 | Festival Internacional de Tokio                                     | Mejor actor                                            | Solas                                                  | Ganador   |
| 1999 | Premios de la Unión de Actores                                      | Mejor interpretación secundaria de cine                | Solas                                                  | Nominado  |
| 1999 | Medallas del Círculo de Escritores Cinematográficos                 | Mejor actor secundario                                 | Solas                                                  | Ganador   |
| 2000 | Premios Tirso de Molina                                             |                                                        | La venus del espejo                                    | Nominado  |
| 2005 | Premios ACE (Nueva York) (Nueva York)                               | Mejor actor - Cine                                     | La hija del caníbal                                    | Nominado  |
| 2009 | Premios de la Unión de Actores                                      | Mejor actor de reparto de teatro                       | Bodas de sangre                                        | Ganador   |
| 2009 | Premio de Honor del VII Festival de Cine de Ponferrada              | Premio de Honor del VII Festival de Cine de Ponferrada | Premio de Honor del VII Festival de Cine de Ponferrada | Ganador   |
| 2010 | Premio "Langreanos en el Mundo"                                     | Premio "Langreanos en el Mundo"                        | Premio "Langreanos en el Mundo"                        | Ganador   |
| 2011 | Festival Internacional de Cine de Moscú                             | Mejor actor                                            | Las olas                                               | Ganador   |
| 2013 | Festival de Cortometrajes Isaac Albéniz                             | Mejor actor                                            | Al otro lado                                           | Ganador   |
| 2015 | Festival de Cortometrajes y Música de Cine "Cinema Blue" de Sevilla | Mejor actor                                            | Soledad                                                | Ganador   |